# Frank Forde
Francis Michael Forde (Mitchell, 18 luglio 1890 – Brisbane, 28 gennaio 1983) è stato un politico australiano e quindicesimo premier del suo paese.
Figlio di un allevatore, conseguì una solida formazione cattolica frequentando la scuola confessionale. Al termine degli studi diventò un insegnante. Trasferitosi a Rockhampton divenne un attivista nel Partito Laburista e nei gruppi dediti all'educazione dei lavoratori. 
Nel 1917 fu eletto nelle file laburiste all'assemblea legislativa del Queensland e nel 1922 riuscì a conquistare un seggio alla camera federale.
Frank Forde fece carriera nei ranghi laburisti e quando nel 1929 i laburisti vinsero le elezioni divenne assistente del Ministro del Commercio e delle dogane nel governo di Scullin; negli ultimi giorni di vita del governo riuscì a guidare il suo ministero. Trovandosi ad essere uno dei pochi leader sopravvissuti alla disastrosa sconfitta elettorale del 1931, l'anno successivo divenne il vice capo dell'opposizione. Egli fu l'unico vice capo dell'opposizione federale a provenire dal Queensland. Quando nel 1935 Scullin presentò le dimissioni, Forde partecipò alle primarie laburiste venendo sconfitto da John Curtin per un solo voto. L'ala sinistra del partito gli rimproverava la sua adesione alla politica economica del governo Scullin.
Forde fu un leale vice capo del partito, e nel 1941 quando i laburisti tornarono al potere divenne ministro dell'esercito, carica vitale in tempo di guerra. Nel 1945 Curtin morì, e come vice leader il 6 luglio di quell'anno Forde fu nominato primo ministro dal Governatore Generale, ma fu nuovamente sconfitto nelle primarie del partito laburista che scelse come proprio leader Ben Chifley. Il 13 luglio 1945, dopo solo sei giorni dal suo insediamento, Forde si dimise da premier, ma come vice premier conservò un ruolo politico di rilievo e assunse la guida del dicastero della difesa, divenendo impopolare per la lenta smobilitazione delle truppe. Per questa ragione Forde perse il suo seggio nelle elezioni del 1946 che confermarono con largo margine i laburisti al governo.
Chifley nominò Forde alto commissario (ambasciatore) in Canada, carica che esercitò sino al 1953. Tornato in Australia nel 1954 cercò senza successo di rientrare in parlamento. Nel 1955 riuscì a farsi eleggere nel parlamento statale del Queensland. (Forde è stato il solo ex premier federale ad aver servito in un parlamento statale). La spaccatura prodottasi nel partito laburista nel Queensland sboccò non solo nella perdita del potere ma anche nella personale sconfitta di Forde. Se fosse riuscito a parare il colpo Forde sarebbe divenuto il leader laburista del Queensland, visto che il premier Vince Gair insieme con la maggioranza dei suoi seguaci fu espulsa dal partito.
Forde si ritirò a Brisbane dedicandosi alle opere caritatevoli della Chiesa Cattolica. Morì a 93 anni nel 1983, per cause naturali. 
Forde è stato il premier che è rimasto meno tempo in carica, ma nella sua lunga carriera è stato il vice di tre leader laburisti (Scullin, Curtin e Chifley).